# Julen Guerrero Calvo
Julen Guerrero Calvo   (Castro Urdiales, 27 de març de 1996) és un actor i director d'escena càntabre.

## Biografia
Va néixer en Castro Urdiales en 1996. Des de petit va estar unit al teatre, participant en diferents obres de teatre.
Es va formar en arts escèniques i interpretació a l'escola superior d'arts escèniques Ànima Eskola, formant-se com a actor de mètode, sota la metodologia Stanislavsky-Vajtangov-M.Txèkhov-Meierhold (mètode rus). Allí va coincidir amb les també actrius Carmen Climent, Nerea Elizalde, Lorea Lyons i Ane Inés Landeta, amb qui va estudiar.
Es va graduar en art dramàtic a l'Escola Superior d'Art Dramàtic de Castella i Lleó (ESADCyL) (2015-2019), amb especialitat en direcció escènica i dramatúrgia. Després, va cursar un màster de pensament i creació escènica contemporània també a l'Escola Superior d'Art Dramàtic de Castella i Lleó (2019-2020).
En 2014 va interpretar l'obra Somni d'una nit d'estiu de William Shakespeare, en el paper de Teseo, una producció dirigida pel director d'escena David Valdelvira i escenificada en el Teatre Campos Elíseos, al costat de Carmen Climent i Nerea Elizalde, entre altres membres del repartiment. La producció teatral va ser premiada amb el Premi Buero Vallejo (2015), en la XII edició dels premis.
L'any 2017 va participar en l'obra Focs, escrita per Lola Blasco. L'obra va guanyar el premi al «Millor Espectacle» del Festival Internacional de Valladolid.
L'any 2019 va dirigir l'obra Yo, eromeno, una representació sobre dos homes que mantenen una relació, amb la col·laboració del dramaturg i director d'escena José Manuel Mora Ortiz. L'obra va obtenir l'accèssit en el Certamen d'Art Jove de l'Institut de Joventut de Castella i Lleó. L'obra va tenir una notable acollida i va ser representada a diferents teatres per tot Espanya, entre d'altres, al Palau Euskalduna de Bilbao., a Durango o a Madrid.
També l'any 2019 va participar en l'obra La Gavina. La representació va ser seleccionada per a interpretar-la a Sant Petersburg (Rússia).

## Filmografia

### Televisió
- 2020, The Heritage Project, Intenational Media Ministres

### Teatre
- 2013, Romancero gitano, dir. Sandra Tejero (actor)
- 2013, Els Baixos Fons, dir. David Valdelvira (actor)
- 2014, Somni d'una nit d'estiu, dir. David Valdelvira[4] (actor)
- 2017, Focs (actor)
- 2019, La Gavina (actor)
- 2019, Yo, erónemo (actor i direcció)[14][15][16]
- 2019-2020, Yerma, dir. Pepa Gamboa (ajudant de direcció)[17]
- 2019-2020, En palabras de Jo… Mujercitas, dir. Pepa Gamboa (ajudant de direcció)